# Marvin Mandel

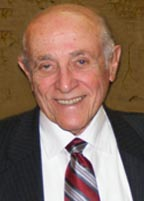
Marvin Mandel (2008)

Marvin Mandel (* 19. April 1920 in Baltimore, Maryland; † 30. August 2015 im Saint Mary’s County, Maryland) war ein US-amerikanischer Politiker (Demokratische Partei). Er war von 1969 bis 1977 Gouverneur des Bundesstaates Maryland.

## Leben
Nach der Grundschule besuchte Mandel bis 1937 das Baltimore City College. Bis 1942 studierte er dann Jura an der University of Maryland und zwischen 1942 und 1944 war er Soldat der Armee. Er diente in einem Ausbildungslager in Texarkana. Danach wurde er in Baltimore als Rechtsanwalt tätig.
Zwischen 1952 und 1969 war Mandel Abgeordneter im Abgeordnetenhaus von Maryland. Seit 1963 war er Präsident (Speaker) dieser Kammer. Nach der Wahl des Republikaners Spiro Agnew zum US-Vizepräsidenten trat dieser am 7. Januar 1969 von seinem bisherigen Amt als Gouverneur von Maryland zurück. Daraufhin wurde Mandel von der Maryland General Assembly zu dessen Nachfolger für die verbleibende Amtszeit bis Januar 1971 gewählt. Ab 1971 wurde auch wieder das Amt des Vizegouverneurs geschaffen, das bis dato nicht bestand.

## Gouverneur von Maryland
Am 3. November 1970 wurde Mandel regulär zum neuen Gouverneur seines Staates gewählt und 1974 nochmals in diesem Amt bestätigt. In seiner Amtszeit wurde die Regierung des Staates Maryland in zwölf Ministerien gegliedert. Eine Abteilung befasste sich mit der Frage der Lösung der Nahverkehrsprobleme in den Ballungsräumen von Baltimore und den zu Maryland gehörenden Orten, die dem Großraum Washington D.C. zuzurechnen waren. Dazu gehörten auch Pläne für U-Bahnen. Ebenfalls in seiner Amtszeit kam es zu Reformen im Gerichtswesen sowie im Bildungsbereich. Gouverneur Mandel war Mitglied zahlreicher Gouverneursvereinigungen.
Im Jahr 1973 untersuchte eine Bundesbehörde einige Korruptionsfälle in Maryland. Diese Untersuchung hing mit den Ermittlungen gegen den früheren Gouverneur Agnew zusammen, der bald darauf auch als Vizepräsident zurücktreten musste. Dabei geriet auch Mandel ins Visier der Ermittler. Es stellte sich heraus, dass der Gouverneur aktiv an Bestechungen und Vorteilsnahmen beteiligt war. Am 4. Juni 1977 ließ Mandel sein Amt als Gouverneur auch aus gesundheitlichen Gründen ruhen. Er ernannte seinen Vizegouverneur Blair Lee bis auf weiteres zum amtierenden Gouverneur. Lee vertrat Mandel bis zum 15. Januar 1979. An diesem Tag kehrte Mandel für zwei Tage bis zum Ende seiner regulären Amtszeit am 17. Januar auf seinen Posten zurück.

### Haftstrafe und Arbeit als Anwalt
Seine Vergehen wurden von einem Gericht mit vier Jahren Gefängnis bestraft, von denen er 19 Monate absitzen musste, ehe ihm US-Präsident Ronald Reagan die restliche Strafe erließ. Im Jahr 1987 hob ein anderes Gericht das Urteil auf. Danach wurde er wieder als Anwalt tätig. Mandel war zweimal verheiratet und Vater zweier Kinder. Er starb am 30. August 2015 im Alter von 95 Jahren im Saint Mary’s County.